# Delano (Nevada)
Delano es un pueblo fantasma localizado al norte del Condado de Elko, Nevada, Estados Unidos, aproximadamente a 57.3 km² al norte de Montello, Nevada.
Delano fue el distrito central de una pequeña mina de oro que produjo entre la década de 1870 a 1960; la oficina postal fue cerrada en 1927; los restantes edificios en Delano fueron destruidos a causa de incendios en la década de 1990, por lo que solo restos arqueológicos sobreviven en el sitio hoy en día.

## Geografía
Delano se encuentra en una elevación de 6398 pies (1950 m s. n. m.).